# John Rymill
John Riddoch Rymill (13 de marzo de 1905-7 de septiembre de 1968) fue un explorador polar australiano, condecorado con la Medalla Polar.

## Comienzos
Rymill nació en Penola, South Australia, era hijo de Robert Rymill y Mary Edith Rymill (née Riddoch), y nieto de Frank Rymill. Cursó estudios en la Melbourne Grammar School, donde adquirió su interés por la literatura polar, y en la Royal Geographical Society en Londres, donde estudió agrimensura y navegación.

## Carrera polar
Rymill se preparó para las exploraciones polares entrenándose en los Alpes, tomando lecciones de vuelo en de Havilland Aircraft Co. Ltd, Hendon y cursos en el Instituto Scott de Investigación Polar, Cambridge, con el profesor Frank Debenham. En 1931 fue designado agrimensor y piloto de la Expedición por Vía Aérea Británica a Groenlandia (1930–31). Luego de esta experiencia, Rymill se fijó el firme propósito de montar una expedición antártica a la tierra de Graham en el sur y al mar de Weddell al sur del Cabo de Hornos, Sud América. Luego de algunas dificultades para conseguir financiamiento, compró un antiguo barco de entrenamiento al cual bautizó Penola y con un grupo de voluntarios de la Universidad de Cambridge y una tripulación de nueve personas provista por la Royal Navy, zarparon hacia el Atlántico Sur, su primera base fue en las Georgias del Sur. Su Expedición Británica a la Tierra de Graham (1934–37) descubrió un canal al sur permanentemente congelado, posteriormente nombrado canal Jorge VI, que conecta con el mar de Bellingshausen.

## Honores
- Medalla Polar del Servicio Británico con barra ártica (1930–31)
- Barras antárticas (1934–37)
- Medalla fundadora (1938) de la Royal Geographical Society
- David Livingstone Centenary Medal de la American Geographical Society de Nueva York (1939).'El trabajo de relevamiento realizado por su expedición es probablemente una de las mayores contribuciones al relevamiento detallado del Continente Antártico' . Cita de la Medalla Dorada Centenaria David Livingstone